# SC 올랴넨스
스포르팅 클루브 올랴넨스(Sporting Clube Olhanense) 또는 SC 올랴넨스(S.C. Olhanense)는 포르투갈 알가르브 올량의 축구 클럽으로, 현재 포르투갈 리가 소속으로 활동하고 있다.
SC 올랴넨스는 축구 팀 외에도 풋살, 농구, 사이클, 권투 팀도 운영하고 있다.

## 선수

### 현역
참고: FIFA 자격 규정에 따라 소속된 국가대표팀 국기를 표시합니다. 선수는 복수의 FIFA 비회원국 국적을 가지고 있을 수 있습니다.
| 번호 | 포지션 | 국적   | 이름                |
| ---- | ------ | ------ | ------------------- |
| 2    | MF     |        | 니콜라스 핀토       |
| 5    | DF     |        | 라우리슨 디아스     |
| 11   | FW     |        | 피터슨 플라우시노   |
| 16   | MF     | 앙골라 | 비르질리오 메네제스 |
| 19   | DF     |        | 라파 산토스         |

| 번호 | 포지션 | 국적 | 이름 |
| ---- | ------ | ---- | ---- |

## 역대 감독
| 감독              | 임기        |
| ----------------- | ----------- |
| 세르지우 콘세이상 | 2012 ~ 2013 |
| 아벨 사비에르     | 2013        |
| 에드가 다비즈     | 2021        |